# Enochrus californicus
Enochrus californicus är en skalbaggsart som först beskrevs av Horn 1890.  Enochrus californicus ingår i släktet Enochrus och familjen palpbaggar. Inga underarter finns listade i Catalogue of Life.